# Dåren i trafiken
Dåren i trafiken (engelska: Motor Mania) är en amerikansk animerad kortfilm med Långben från 1950.

## Handling
Mr. Walker (Långben) är en snäll och trevlig man, som förvandlas till en helt annan person när han sätter sig i bilen. Då blir han den hänsynslöse fartdåren Mr. Wheeler.

## Om filmen
Konceptet med att Långben förvandlas från en snäll person till en elak påminner om Dr Jekyll och mr Hyde.
Filmen hade svensk premiär den 4 september 1951 och visades på biografen Spegeln i Stockholm.
Filmen har givits ut på VHS och DVD och finns dubbad till svenska.

## Rollista
- Bob Jackman – Mr. Walker och Mr. Wheeler (Långben)
- John McLeish – berättare[11]